# Хассельбах (Вестервальд)
Ха́ссельбах (нем. Hasselbach) — община в Германии, в земле Рейнланд-Пфальц.
Входит в состав района Альтенкирхен-Вестервальд. Подчиняется управлению Альтенкирхен.  Население составляет 355 человек (на 31 декабря 2010 года). Занимает площадь 5,76 км².